# WWJ-TV
WWJ-TV est une station de télévision américaine de langue anglaise affiliée au réseau CBS située à Détroit dans l'État du Michigan appartenant à CBS Corporation. Elle diffuse à partir de Oak Park (Michigan) sur le canal UHF 21 (virtuel 62.1) d'une puissance de 380 kW et son signal couvre naturellement Windsor (Ontario).

## Histoire
La station a été lancée le 29 septembre 1975 sous le nom de WGPR-TV ("Where God's Presence Radiates"), propriété de WGPR Inc., une compagnie africaine-américaine qui opère encore aujourd'hui la radio WGPR-FM. Bien qu'indépendante, elle diffusait les émissions de NBC et CBS qui étaient remplacées par les affiliés locaux, des dessins animés, de nombreuses émissions religieuses, et des émissions à l'intention de la communauté noire.
En 1994, New World Communications a signé une entente avec le réseau Fox, dont une clause forçait le changement d'affiliation de toutes ses stations, ce qui affecte WJBK (canal 2) de Détroit qui était affilié à CBS depuis 44 ans. Après avoir approché toutes les stations commerciales, CBS a approché WGPR. À quelques jours du changement d'affiliation de WJBK sans avoir conclu une entente, CBS a acheté WGPR pour $24 million, en tant que signe de désespoir. La communauté africaine-américaine a tenté des poursuites afin de bloquer la transaction, craignant perdre une voix. Après que la cour ait approuvé la transaction, CBS a changé les lettres d'appel pour WWJ-TV le 24 juillet 1995, en référence à la station de radio WWJ (AM).

## Télévision numérique terrestre
| Canal virtuel | Image | Ratio | Programmation                         |
| ------------- | ----- | ----- | ------------------------------------- |
| 62.1          | 1080i | 16:9  | Programmation principale WWJ / CBS HD |
| 62.2          | 480i  | 16:9  | Start TV (en)                         |
| 62.3          | 480i  | 16:9  | Dabl (en)                             |
| 62.4          | 480i  | 16:9  | Fave TV (en)                          |

## Distribution au Canada
WWJ-TV est la seule station du réseau CBS distribué par Shaw Broadcast Services (anciennement Cancom) dans l'est du territoire canadien. Elle est de facto la station CBS par défaut distribuée par les petits câblodistributeurs qui tirent leurs sources par satellite.